# Avalaunch
Avalaunch är ett alternativt dashboard, en typ av operativsystem, till spelkonsolen Xbox. Avalaunch är gratis och utvecklas av Team Avalaunch. På grund av Microsofts inbyggda skydd mot främmande mjukvarukod fungerar Avalaunch, precis som alla oberoende dashboards, enbart på konsoler som modifierats för att kringgå detta skydd, antingen med ett modchip fastsatt genom lödning eller genom att utnyttja buggar med en så kallad softmod.

## Andra dashboards
- Kodi